# 1646 az irodalomban
Az 1646. év az irodalomban.

## Publikációk
- 1646 – Ismeretlen szerző verses drámája: Comico tragoedia (Várad), a magyar barokk dráma történetének kezdete[1]
- Richard Crashaw angol költő verseskötete: Steps to the Temple (A templom lépcsői)